# Seututie 816
Pour les articles homonymes, voir Route 816.
La route régionale 816 (en finnois : Seututie 816)  est une route régionale allant de Kempele à Hailuoto en Finlande.

## Description
La longueur de la route est de 56 kilomètres, dont un trajet en traversier de 6,9 kilomètres.
La route commence au rond-point dans le centre de Kempele et traverse le quartier Oulunsalo d'Oulu jusqu'aux rives du golfe de Botnie jusqu'au port de traversiers de Riutunkari, d'où les barges Merisilta et Meriluoto mènent au port de Huikku sur Hailuoto.
De Huiku, la route continue à travers les villages d'Ojakylä et d'Hailuoto jusqu'à Marjaniemi, la péninsule la plus occidentale de l'île.
En hiver, il y a aussi une route de glace entre Riutunkari et Huikku.

## Parcours
La route traverse les localités suivantes :
- Kempele
- Oulunsalo (5 km)
- Riutunkari (port)
  - traversier
- Huikku (port)
- Hailuoto (village) (47 km)
- Marjaniemi (55 km)

## Galerie

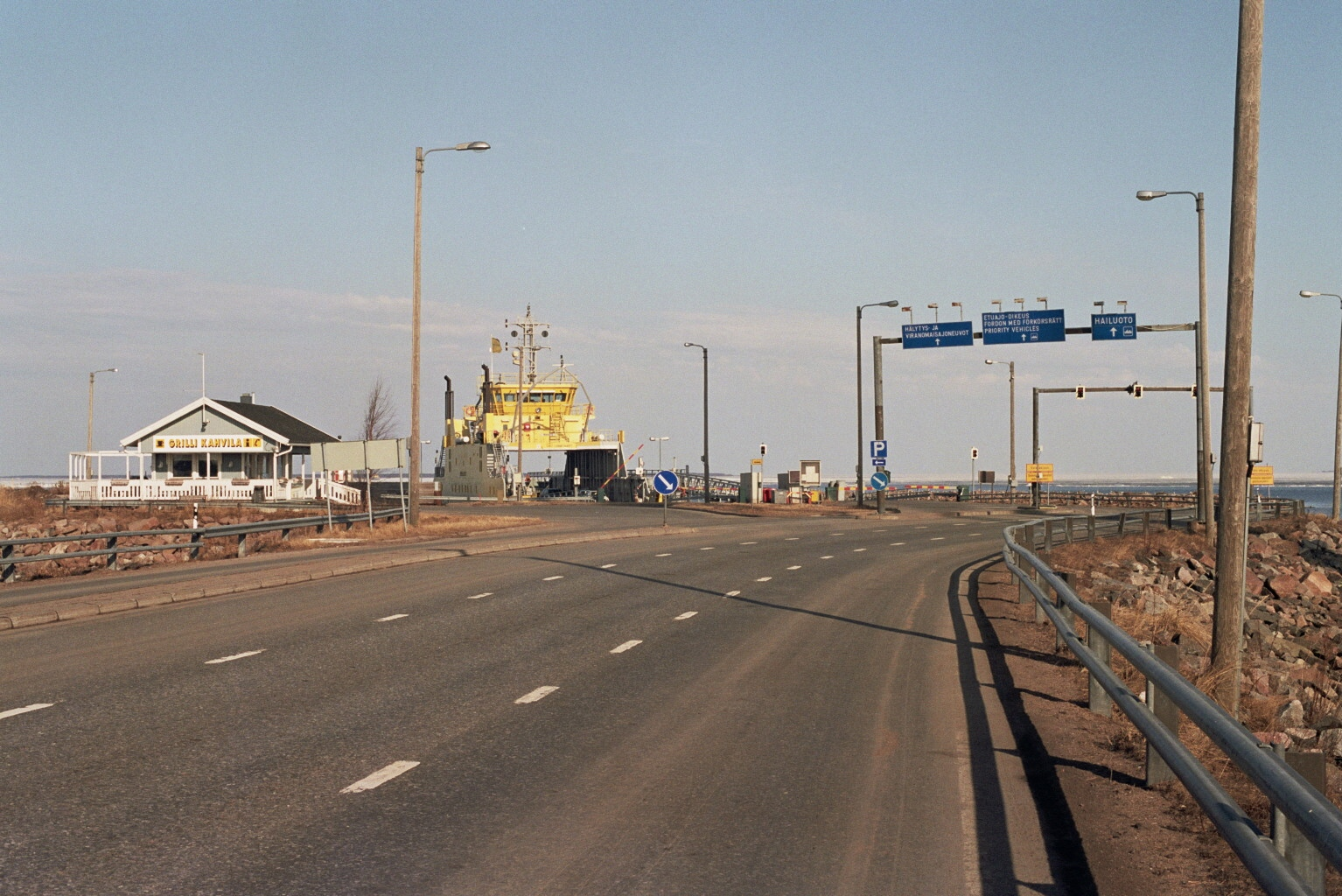
Port de Riutunkari.
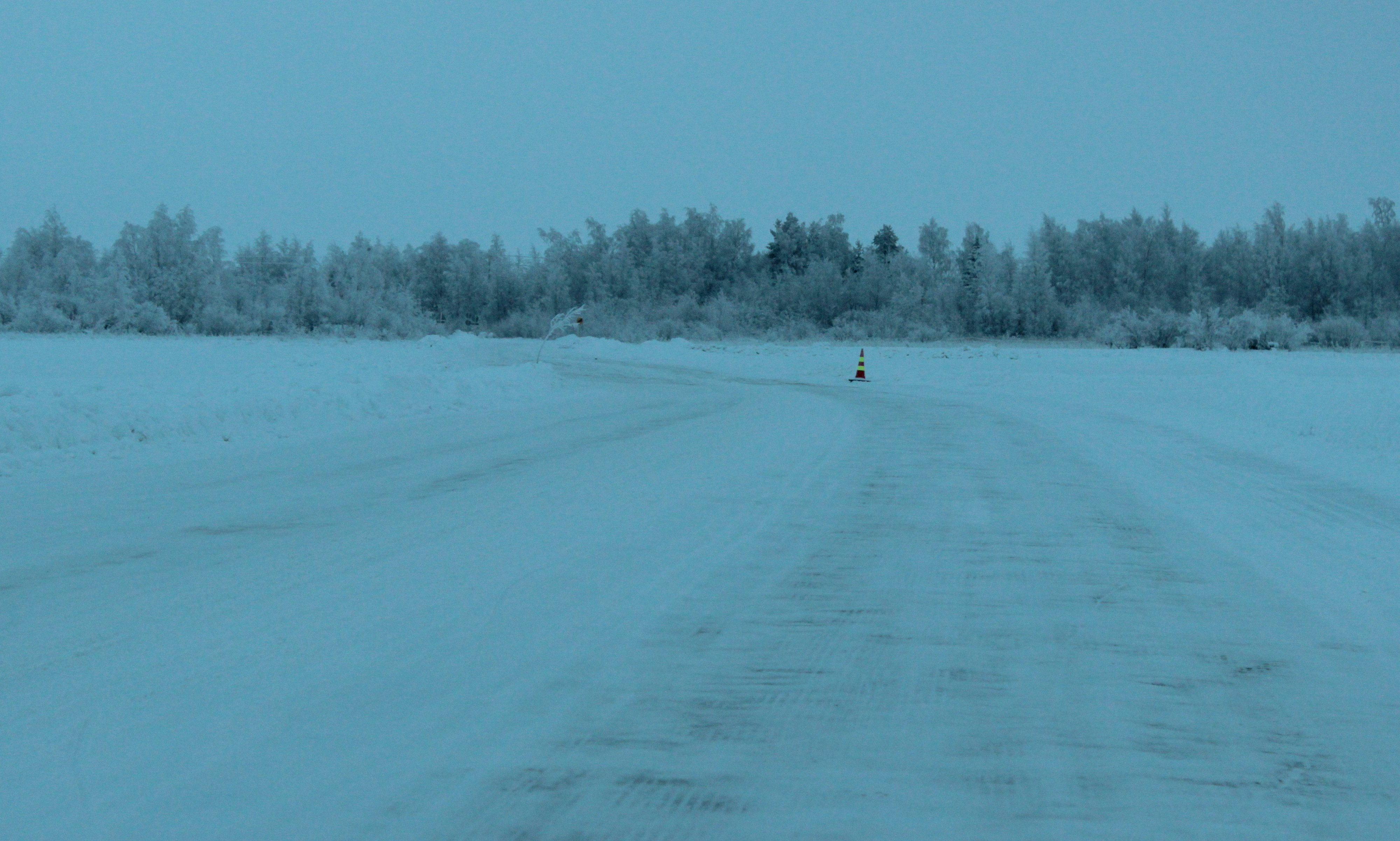
Route de glace d'Hailuoto.
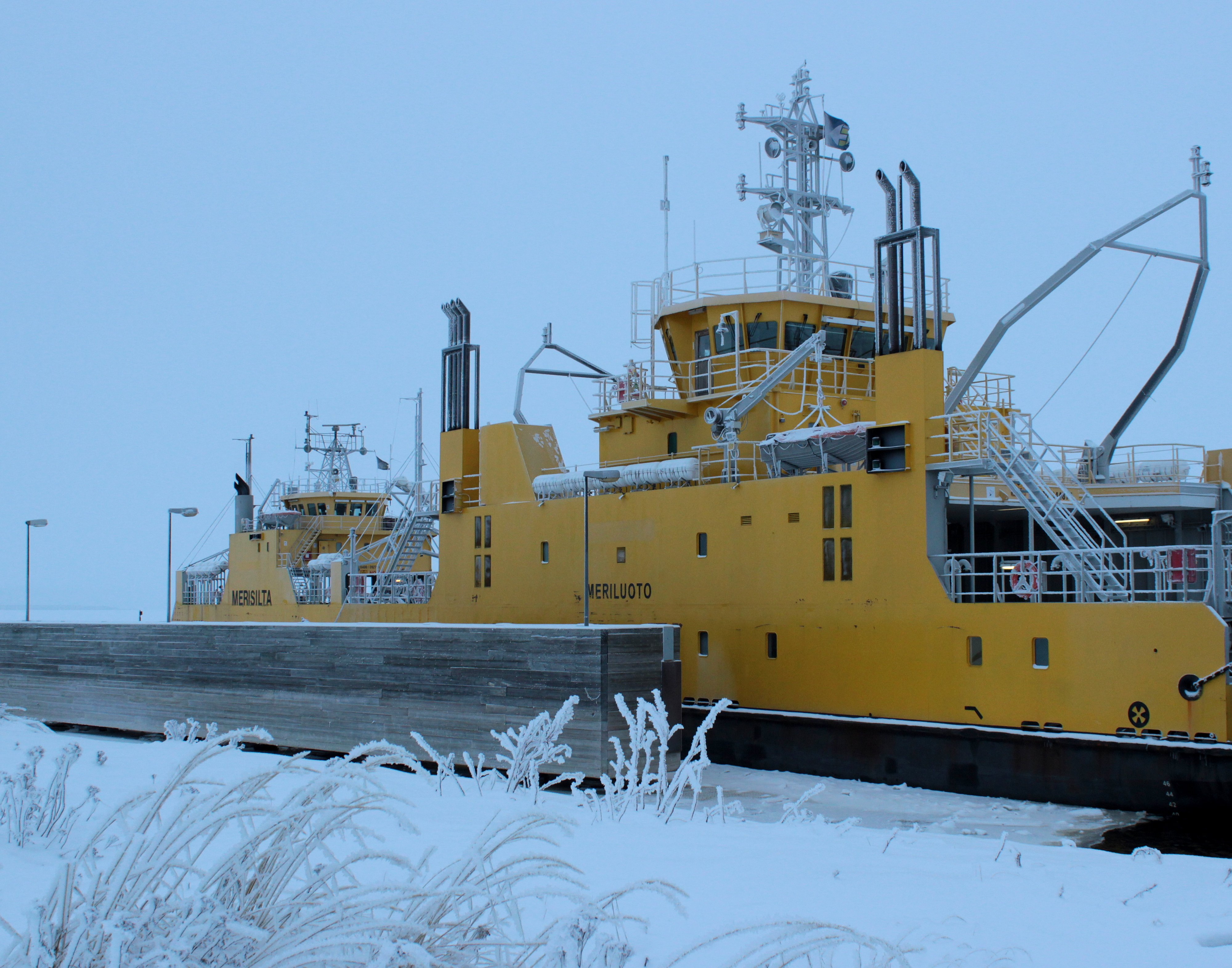
Le traversier Merisilta.